# Malé (Trient)
Malé (alternativ Malè, deutsch veraltet: Maleit) ist eine norditalienische Gemeinde (comune) mit 2260 Einwohnern (Stand 31. Dezember 2023) in der Provinz Trient in der Region Trentino-Südtirol. Die Gemeinde liegt etwa 35 Kilometer nordnordwestlich von Trient am Noce und ist Verwaltungssitz der Talgemeinschaft Comunità della Valle di Sole. Die Fraktion Magras gehört dazu.

## Geschichte
Die frühesten Schriftzeugnisse sind Maleto (1215), Maletum (1250), Maleti (1272). Maleit geht somit auf lateinisch maletum ‚Apfelbäume‘ zurück.

## Verkehr
Der Bahnhof von Malé liegt an der Bahnstrecke Trient–Mezzana. Endstation ist Malé nicht mehr, die Strecke wurde 2003 nach Marilleva und 2016 bis Mezzana verlängert. 
Durch die Gemeinde führt die SS 42 von Treviglio nach Bozen.

## Weblinks

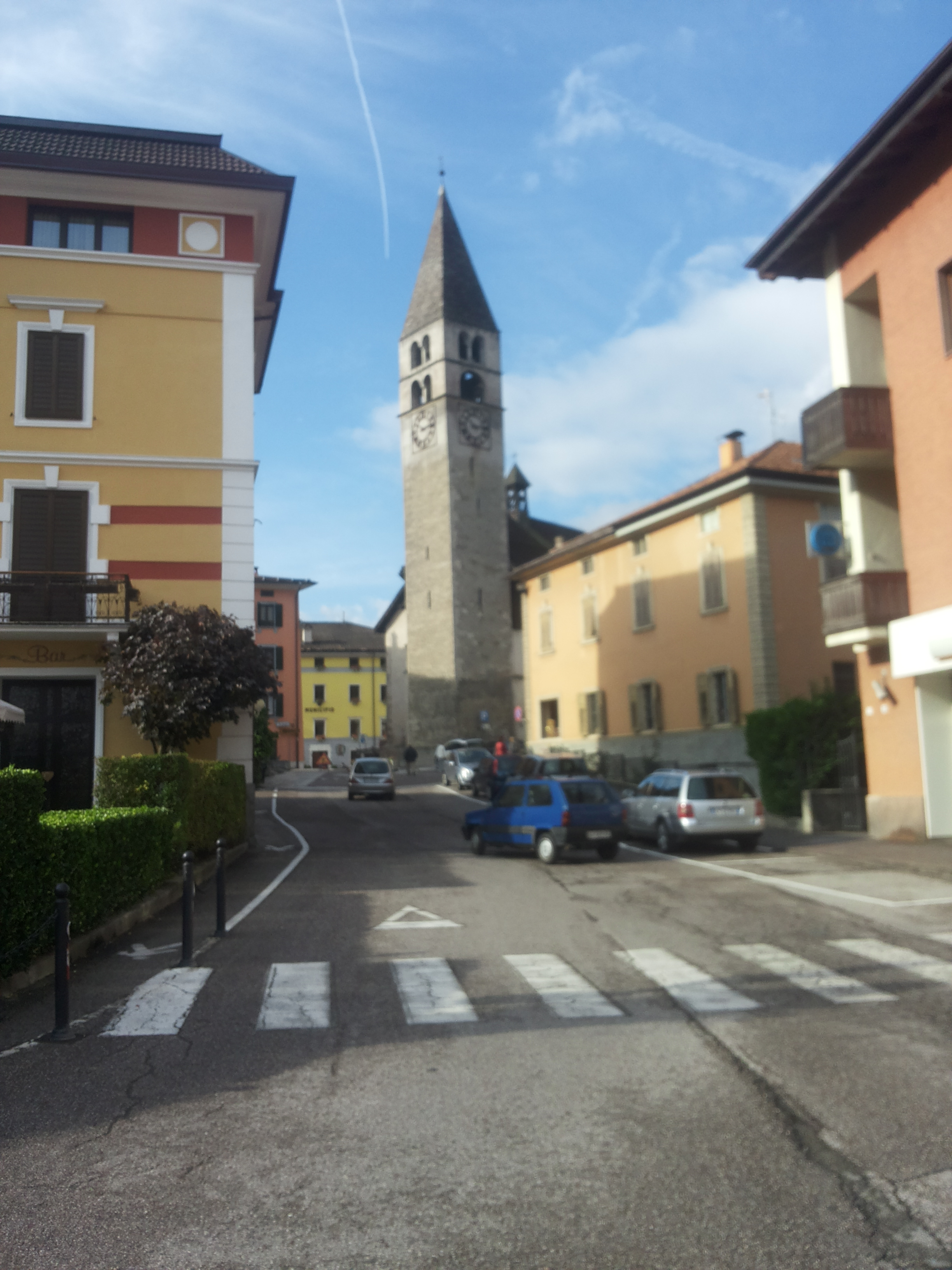
Ortsbild Maleit